# Iperuricemia
L'iperuricemia  è la presenza nel sangue di un'elevata concentrazione plasmatica di acido urico, superiore al limite massimo di uricemia considerato nella norma, equivalente a 6,2 mg/dL nel sesso femminile e a 7 mg/dL in quello maschile. Nelle condizioni di pH del fluido corporeo, l'acido urico esiste in gran parte come urato, la forma ionica.
La quantità di urato nel corpo dipende dall'equilibrio tra la quantità di purine consumate negli alimenti, la quantità di urato sintetizzata nel corpo (ad es. attraverso il ricambio cellulare) e la quantità di urato escreto nelle urine o attraverso il tratto gastrointestinale.

## Eziologia
Molti fattori contribuiscono all'iperuricemia, tra cui genetica, insulino-resistenza, sovraccarico di ferro, ipertensione, ipotiroidismo, malattie renali croniche, obesità, dieta, uso di diuretici (ad es. Tiazidi, diuretici dell'ansa) e consumo di bevande alcoliche in eccesso. Di questi, il consumo di alcol è il più importante.
Le cause dell'iperuricemia possono essere classificate in tre tipi funzionali:
- aumento della produzione di acido urico
- diminuzione dell'escrezione di acido urico
- tipo misto

### Aumento della produzione di acido urico
Le cause dell'aumento della produzione includono alti livelli di purina nella dieta e aumento del metabolismo delle purine. Una dieta ricca di purine è una rara causa di iperuricemia. La dieta da sola in genere non è sufficiente per causare iperuricemia. Gli alimenti ricchi di purine, adenina e ipoxantina possono essere più potenti nell'esacerbazione dell'iperuricemia Vari studi hanno scoperto che livelli più elevati di acido urico sono associati positivamente al consumo di carne e frutti di mare e inversamente associati al consumo di latticini. Uno studio del 2011 basato sullo studio sulla salute di alcuni uomini di Shanghai ha riportato una significativa associazione con l'assunzione di proteine da fonti animali e nessuna associazione con l'assunzione di proteine da fonti vegetali.
L'iperuricemia è una complicanza comune del trapianto di organi solidi. La sindrome da lisi tumorale produce livelli estremi di acido urico, portando principalmente all'insufficienza renale. A volte l'accumulo di acido urico può essere una conseguenza della terapia anti-tumorale. Inoltre alcuni farmaci come la pirazinamide possono indurre tale disfunzione metabolica.
L'accumulo può avvenire per un difetto congenito causato da deficit o variazioni dell'enzima ipoxantina-guanina fosforibosiltransferasi (HGPRT).
La sindrome di Lesch-Nyhan è anche associata a livelli estremamente alti di acido urico. È una malattia a carattere recessivo legato al cromosoma X .  La forma acquisita, molto più comune, può decorrere in maniera asintomatica o manifestarsi come gotta.

### Diminuzione dell'escrezione di acido urico
Le cause della riduzione dell'escrezione comprendono malattie renali, alcuni farmaci che competono per l'escrezione con acido urico.
I principali farmaci che contribuiscono all'iperuricemia mediante riduzione dell'escrezione sono gli antiuricosurici primari. Altri farmaci e agenti includono diuretici, salicilati, pirazinamide, etambutolo, acido nicotinico, ciclosporina e agenti citotossici.
Il gene SLC2A9 codifica una proteina che aiuta a trasportare l'acido urico nel rene. È noto che diversi polimorfismi a singolo nucleotide di questo gene hanno una correlazione significativa con l'acido urico nel sangue. L'iperuricemia che si associa all'osteogenesi imperfetta ha dimostrato di essere associata a una mutazione in GPATCH8 usando il sequenziamento dell'esoma.
Una dieta chetogenica può compromettere la capacità del rene di espellere l'acido urico, a causa della concorrenza per il trasporto tra acido urico e chetoni.
I livelli elevati di piombo nel sangue sono significativamente correlati sia alla compromissione della funzionalità renale che all'iperuricemia (sebbene la relazione causale tra queste correlazioni non sia nota). In uno studio su oltre 2500 persone residenti a Taiwan, un livello di piombo nel sangue superiore a 7,5 microg / dL aveva un rapporto di probabilità di 1,92 (IC 95%: 1,18-3,10) di causare disfunzione renale e 2,72 (IC 95%: 1,64 -4,52) di causare iperuricemia.

### Tipo misto
Le cause dell'iperuricemia di tipo misto agiscono sia aumentando la produzione che diminuendo l'escrezione di acido urico.
L'elevata assunzione di alcol (etanolo) è una causa significativa di iperuricemia. L'etanolo aumenta la produzione di acido urico aumentando la produzione di acido lattico, (acidosi lattica). L'etanolo aumenta anche le concentrazioni plasmatiche di ipoxantina e xantina attraverso l'accelerazione della degradazione dei nucleotidi di adenina ed è un possibile debole inibitore della xantina deidrogenasi. Come sottoprodotto del suo processo di fermentazione, la birra contribuisce inoltre alla formazione di purine. L'etanolo riduce l'escrezione di acido urico promuovendo la disidratazione e (raramente) la chetoacidosi clinica.
Un elevato apporto dietetico di fruttosio contribuisce significativamente all'iperuricemia. In un ampio studio condotto negli Stati Uniti, il consumo di quattro o più bevande analcoliche zuccherate al giorno ha fornito un rapporto di probabilità di 1,82 per l'iperuricemia. L'aumento della produzione di acido urico è il risultato dell'interferenza, da parte di un prodotto del metabolismo del fruttosio, nel metabolismo delle purine. Questa interferenza ha una duplice azione, sia aumentando la conversione dell'ATP in inosina e quindi l'acido urico, sia aumentando la sintesi di purina. Il fruttosio inibisce anche l'escrezione di acido urico, apparentemente competendo con acido urico per l'accesso alla proteina di trasporto SLC2A9. L'effetto del fruttosio nella riduzione dell'escrezione di acido urico è aumentato nelle persone con predisposizione genetica all'iperuricemia e / o alla gotta.
La fame induce il corpo a metabolizzare i propri tessuti (ricchi di purine) per produrre energia. Pertanto, come una dieta ad alto contenuto di purine, la fame aumenta la quantità di purina convertita in acido urico. Una dieta ipocalorica senza carboidrati può indurre iperuricemia estrema; includendo alcuni carboidrati (e riducendo le proteine) riduce il livello di iperuricemia. La fame compromette anche la capacità del rene di espellere l'acido urico, a causa della concorrenza per il trasporto tra acido urico e chetoni

## Diagnosi
L'iperuricemia può essere rilevata mediante esami del sangue e delle urine.

## Trattamento
È noto che la precipitazione dei cristalli di acido urico e, al contrario, la loro dissoluzione, dipendono dalla concentrazione di acido urico in soluzione, dal pH, dalla concentrazione di sodio e dalla temperatura. I trattamenti stabiliti rispondono a questi parametri.

### Concentrazione
Seguendo il principio di Le Châtelier, abbassare la concentrazione ematica di acido urico può consentire a qualsiasi cristallo esistente di acido urico di dissolversi gradualmente nel sangue, da cui l'acido urico disciolto può essere escreto. Mantenere una concentrazione sanguigna più bassa di acido urico in modo simile dovrebbe ridurre la formazione di nuovi cristalli. Se la persona ha gotta cronica o tophi noto, potrebbero essersi accumulate grandi quantità di cristalli di acido urico nelle articolazioni e in altri tessuti e potrebbe essere necessario un uso aggressivo e / o di lunga durata di farmaci.
I farmaci più spesso usati per trattare l'iperuricemia sono di due tipi: inibitori della xantina ossidasi (allopurinolo) e uricosurici. Gli inibitori della xantina ossidasi riducono la produzione di acido urico, interferendo con la xantina ossidasi. Gli uricosurici aumentano l'escrezione di acido urico, riducendo il riassorbimento di acido urico dopo che i reni lo hanno filtrato dal sangue. Alcuni di questi farmaci sono usati come indicato, altri sono usati off-label. Diversi altri tipi di farmaci possono essere utilizzati nel trattamento dell'iperuricemia. Nelle persone in emodialisi, sevelamer può ridurre significativamente l'acido urico sierico, apparentemente assorbendo urato nell'intestino. [26] Nelle donne, l'uso di pillole contraccettive orali combinate è significativamente associato con acido urico sierico inferiore.
I trattamenti non farmacologici per l'iperuricemia comprendono una dieta a basso contenuto di purine e una varietà di integratori alimentari. Il trattamento con sali di litio è stato utilizzato poiché il litio migliora la solubilità dell'acido urico. In soggetti affetti da moderata iperuricemia asintomatica, l'utilizzo di un integratore a base di quercetina, prunus cerasus e vitamina C ha dimostrato avere attività ipouricemizzante, invenzione brevettata di Giorgio Maggiani.

### pH
Le terapie che alterano il pH delle urine, per scoraggiare una possibile complicazione della terapia uricosurici, impedendo la formazione di calcoli renali di acido urico a causa di un aumento dell'acido urico nelle urine ( nefrolitiasi). I farmaci che hanno un effetto simile includono acetazolamide.

### Temperatura
La bassa temperatura è un fattore scatenante della gotta acuta: un esempio potrebbe essere una giornata trascorsa in piedi in acqua fredda, seguita da un attacco di gotta la mattina successiva. Si ritiene che ciò sia dovuto alla precipitazione dei cristalli di acido urico,dipendente dalla temperatura, nei tessuti. Pertanto, uno degli obiettivi della prevenzione è mantenere calde mani e piedi e immergersi in acqua calda può essere terapeutico.

## Prognosi
I livelli aumentati di acido urico predispongono alla gotta e, se molto elevata, all'insufficienza renale. La sindrome metabolica si presenta spesso con iperuricemia. La prognosi è buona con il consumo regolare di allopurinolo.
Le persone con gotta, e di conseguenza l'iperuricemia, hanno significativamente meno probabilità di sviluppare il morbo di Parkinson, a meno che l'iperuricemia non richieda anche i diuretici.